# No Grave But the Sea
No Grave But the Sea è il quinto album in studio del gruppo power metal scozzese Alestorm, pubblicato nel 2017 dalla Napalm Records.
Oltre a quella base, è stata pubblicata la versione Deluxe Edition dell'album, contenente, oltre alle normali tracce, tutte le canzoni con cani che abbaiano al posto della voce del cantante.

## Tracce
1. No Grave But the Sea – 3:30
2. Mexico – 3:10
3. To the End of the World – 6:43
4. Alestorm – 3:56
5. Bar und Imbiss – 4:11
6. Fucked with an Anchor – 3:27
7. Pegleg Potion – 3:54
8. Man the Pumps – 5:51
9. Rage of the Pentahook – 3:07
10. Treasure Island – 7:48

## Formazione
- Christopher Bowes – voce, keytar
- Peter Alcorn – batteria
- Gareth Murdock – basso
- Máté Bodor – chitarra
- Elliot Vernon – tastiera, voce